# مصطفى الزيراوي
مصطفى الزيراوي الربيب (? - 23 نوفمبر 2021)، هو مُخرج ومنتج مغربي. كانت بداياته الفنية كممثل ومخرج في السبعينيات من القرن الماضي رفقة عمالقة الفن المسرحي المغربي كالطيب الصديقي واحمد الطيب لعلج وعبد القتادر البدوي وغيرهم. كما عمل في الحقل السينمائي كتقني ومحافظ حيث شارك فيالعديد من الأعمال السينمائية المغربية. ساهم في في تأسيس نقابة المسرح أو الائتلاف الوطني للثقافة والفنون أو في تاسيس تعاضدية الفنانين أو نقابة تقني السينما.

## وفاته
توفي يوم الثلاثاء 23 نوفمبر 2021 عن عمر يناهز 73 سنة، بعد صراع مرير مع المرض دام لمدة سنتين، ودفن في مقبرة الرحمة بعد صلاة العصر.

## من أعماله
- ”البوة” (2006)
- مسرحية البخيل
- لقاء